# Ehi... ci stai?
Ehi... ci stai? (The Pick-up Artist) è un film del 1987 scritto e diretto da James Toback. È una commedia romantica che ha come protagonisti Molly Ringwald e Robert Downey Jr.

## Trama
Jack Jericho è un giovane allenatore di baseball che vive nella città di New York. Subisce con facilità il fascino delle donne che però spesso non ricambiano con le stesse attenzioni, tranne nel caso della grintosa Randy Jensen. La ragazza lavora come guida in un Museo e non ha una vita semplice a causa dei comportamenti di suo padre Flash, alcolizzato che lascia debiti con il boss Alonso. Randy riesce a fidarsi di Jack al quale racconta dei suoi guai, soprattutto perché ha solo 24 ore per pagare il debito paterno. Decide di tentare la sua fortuna in una sala gioco, ma il colpo va male. Jack riesce così ad ottenere un prestito, vince una forte somma riuscendo a salvare Randy dal ricatto del boss e liberando il padre della ragazza.